# Протвіно
Протвіно – місто обласного підпорядкування у Московській області РФ. Розташовано на лівому березі річки Протва, поблизу її впадіння в Оку, в 116 км на південний захід від Москви. Наукоград Російської Федерації.

## Історія
У 1960 році у ході будівництва Інституту фізики високих енергій було утворено селище Протвіно, яке у 1965 році отримало статус селища міського типу. У 1989 році селище отримало статус міста. 
Назва від розташування на річці Протва (ліва притока Оки), однак етимологія гідроніма не встановлена. Найімовірніше балтійське походження назви.

## Символіка
Місто має власну символіку: герб та прапор

## Транспорт
У місті є автостанція звідки відправляються автобуси до Серпухова (час у дорозі 54 хв.), Оболенська (36 хв), Москви (2 години).

## Населення
| Рік  | тис. чол | рік  | тис. чол | рік  | тис. чол | рік  | тис. чол |
| ---- | -------- | ---- | -------- | ---- | -------- | ---- | -------- |
| 1970 | 13.0     | 1979 | 25.0     | 1989 | 34.5     | 1992 | 36.6     |
| 1996 | 36.3     | 1998 | 36.7     | 2000 | 36.4     | 2001 | 36.4     |
| 2003 | 36.2     | 2005 | 36.8     | 2006 | 37.0     | 2007 | 37.1     |
| 2008 | 37.1     | 2010 | 37.2     | 2011 | 37.3     | 2012 | 37.5     |
| 2013 | 37.5     | 2014 | 37.4     | 2015 | 37.3     |      |          |

## Освіта
У місті розташовано філію «Міжнародного університету природи, суспільства та людини «Дубна».

## Культура, наука, ЗМІ
У Протвіно працює науковий комплекс Інституту фізики високих енергій – найбільшого в Росії наукового центру фундаментальних досліджень будови матерії та законів мікросвіту. 
Також функціонує 7 муніципальних бюджетних закладів культури, а саме: Будинок культури «Протон», ряд публічних бібліотек, Історико-краєзнавчий музей та виставковий центр.
 
У місті є своє студія кабельного телебачення а також видаються три газети: «События» (з лютого 1994 року), «ПроТВинформ» (з жовтня 1998 року та «Противно сегодня» (з грудня 2006 року)
 

## Спорт
У місті є палац спорту «Імпульс» та фізкультурно-спортивний клуб «Надежда» (самбо, дзюдо).

## Міста-партнери
- Антоні (Франція)
- Сомеро (Фінляндія)
- Боулінг Грін (США)
- Майлан (США)
- Гомель (Білорусь)
- Логойськ (Білорусь)